# Dorin Vataman
Dorin Vataman (n. 6 mai 1955) este un deputat român în legislatura 1996-2000, ales în județul Suceava pe listele partidului PNȚCD.

## Legături externe
- Dorin Vataman Arhivat în 21 iunie 2024, la Wayback Machine. la cdep.ro